# アドルフ・ヴィークルンド
アドルフ・ヴィークルンド（スウェーデン語: Adolf Wiklund, 1879年6月5日 - 1950年4月2日）はスウェーデンのピアニスト、作曲家、指揮者。

## 生涯
ヴェルムランド県、セフレ市、キルケボルに生まれた。兄のヴィクトール（Victor）の影響を受け、12歳で作曲とピアノを始めたが、オルガニストであった父は息子を16歳の時にエスクリスツーナ（（en） スウェーデン語発音: [ˈɛskilsˈtʉːna] ）の工科大学に入学させる。その後、許しを得て1897年にストックホルム音楽大学に入学、1901年にオルガニスト、音楽教師として卒業した後、ヴィークルンドは奨学金を得てスウェーデンで、また後にはパリでピアノを学んだ。彼はクララ・シューマンの弟子であったリチャード・アンダーソン（Richard Andersson）にピアノを、ヨハン・リンデグレン（Johan Lindegren）に対位法を学んだ。しかし、最も強く影響を受けたのは8歳年長のヴィルヘルム・ステーンハンマルからであった。ステーンハンマルはヴィークルンドにブルックナーやシベリウスの作品を勧め、二人は作品について語りあった。
彼は1902年に自作の「コンサートスティッケ ハ長調 Konsertstycke Op.1」を弾いて、ピアノのソリストとしてデビューを果たした。1911年以降、彼は主に指揮者として活動する。彼は1911年から1924年スウェーデン王立管弦楽団（en）の常任指揮者となり、1923年にはスウェーデン王立歌劇場の芸術監督、さらに1938年まではストックホルムコンサート協会の首席指揮者を務めた。
1950年4月2日、ストックホルムにでこの世を去る。
ヴィークルンドの作品はロマン派、国民楽派の様式をとる。彼の後期作品には印象派の影響も垣間見える。彼は多作な作曲家ではなかったが、その作品は重要なスウェーデンの音楽であり続けている。彼の作品には2つのピアノ協奏曲（第1番 Op.1と第2番 Op.17）、交響詩「夏の夜と日の出 Sommarnatt och soluppgång」、交響曲が1曲、ヴァイオリンソナタが1曲ある。